# Chrám husarů

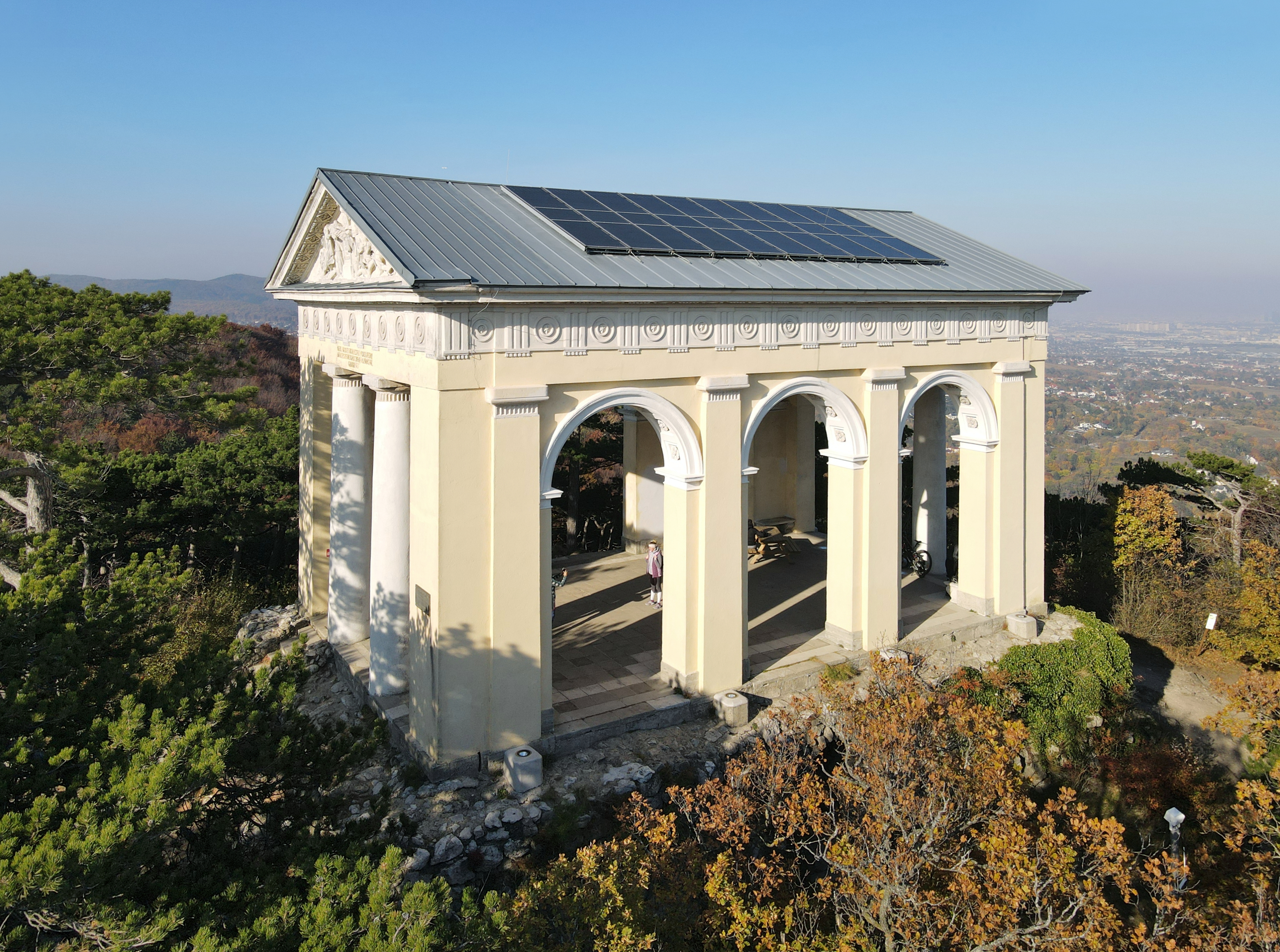
Chrám husarů

Chrám husarů je klasicistní stavba na malém kopečku (496 m) v masivu Anninger u Mödlingu, v přírodním parku Föhrenberge. Chrám je jednou z mnoha uměleckých staveb, které nechali postavit Lichtenštejnové v okolí hradu Liechtenstein. Památník je postaven na počest bitvy u Aspern (21.–22.5. 1809) a je zde hrobka s pěti husary padlými v této bitvě. Hroby jsou dodnes v péči města Mödlingu.

## Historie stavby
Původní dřevěný památník postavil v letech 1809-1811 knížecí architekt Josef Hardtmuth (1758-1816) na objednávku knížete Johanna Josefa I. (1760-1836) z Lichtenštejna. V roce 1812 byl pomník při bouřce zcela zničen. Dnešní zděný chrám znovu postavil v roce 1813 architekt Josef Kornhäusel (1782-1860). Kníže dal tehdy také zalesnit horské stráně borovicemi typickými pro tento kraj.

## Výletní místo
Chrám je ve Vídeňské pánvi zdaleka viditelný. Proto společným projektem města Mödlingu, Elektrozávodů Wien-Energie a HTL Mödling byl památník v roce 1999 osvětlen s využitím solární energie.